# Black Perl
Black Perl è una famosa composizione poetica scritta nel linguaggio di programmazione Perl e postata in Usenet il 1º aprile 1990.
È scritta nella versione Perl 3 e non può essere correttamente interpretata in Perl 5, se non tramite alcuni aggiornamenti indipendenti.

## Attribuzione
Nonostante la composizione sia firmata "Larry Wall", il messaggio originale venne postato con un header contraffatto, causando delle incertezze. Venne dapprima ipotizzato che l'autrice fosse Sharon Hopkins, che però negò; Randal Schwartz affermò che di fatto l'autore era proprio Wall, il quale infine confermò.

## Testo
```
BEFOREHAND:
 
close
 
door
,
 
each
 
window
 
&
 
exit
;
 
wait
 
until
 
time
.

    
open
 
spellbook
,
 
study
,
 
read
 
(
scan
,
 
select
,
 
tell
 
us
);

write
 
it
,
 
print
 
the
 
hex
 
while
 
each
 
watches
,

    
reverse
 
its
 
length
,
 
write
 
again
;

    
kill
 
spiders
,
 
pop
 
them
,
 
chop
,
 
split
,
 
kill
 
them
.

        
unlink
 
arms
,
 
shift
,
 
wait
 
&
 
listen
 
(
listening
,
 
wait
),

sort
 
the
 
flock
 
(
then
,
 
warn
 
the
 
"goats"
 
&
 
kill
 
the
 
"sheep"
);

    
kill
 
them
,
 
dump
 
qualms
,
 
shift
 
moralities
,

    
values
 
aside
,
 
each
 
one
;

        
die
 
sheep
!
 
die
 
to
 
reverse
 
the
 
system

        
you
 
accept
 
(
reject
,
 
respect
);

next
 
step
,

    
kill
 
the
 
next
 
sacrifice
,
 
each
 
sacrifice
,

    
wait
,
 
redo
 
ritual
 
until
 
"all the spirits are pleased"
;

    
do
 
it
 
(
"as they say"
)
.

do
 
it
(
*
everyone
***
must
***
participate
***
in
***
forbidden
**
s
*
e
*
x
*
)
.

return
 
last
 
victim
;
 
package
 
body
;

    
exit
 
crypt
 
(
time
,
 
times
 
&
 
"half a time"
)
 
&
 
close
 
it
,

    
select
 
(
quickly
)
 
&
 
warn
 
your
 
next
 
victim
;

AFTERWORDS:
 
tell
 
nobody
.

    
wait
,
 
wait
 
until
 
time
;

    
wait
 
until
 
next
 
year
,
 
next
 
decade
;

        
sleep
,
 
sleep
,
 
die
 
yourself
,

        
die
 
at
 
last

# Larry Wall

```